# Prostemmiulus annulatus
Prostemmiulus annulatus är en mångfotingart som beskrevs av Loomis 1964. Prostemmiulus annulatus ingår i släktet Prostemmiulus och familjen Stemmiulidae. Inga underarter finns listade i Catalogue of Life.